# Тирізе (озеро)
Ти́різе (ест. Tõrise järv) — штучне озеро в Естонії, у волості Ляене-Сааре повіту Сааремаа.

## Розташування
Тирізе належить до Західно-острівного суббасейну Західноестонського басейну.
Озеро лежить поблизу північної околиці села Тирізе.

## Опис
Загальна площа озера становить 4,9 га. Довжина берегової лінії — 1 410 м.